# Sensodyne
Sensodyne là thương hiệu kem đánh răng và nước súc miệng dành cho người dùng có răng nhạy cảm. Đây là một nhãn hàng thuộc công ty GlaxoSmithKline, tại Nhật Bản, kem có tên gọi là Shumitect.